# Andrzej Mietkowski
Andrzej Mietkowski (ur. 21 kwietnia 1956 w Moskwie) – polski dziennikarz, tłumacz i publicysta, działacz opozycji w okresie PRL.

## Życiorys
Syn Wadima Mietkowskiego, wnuk Mieczysława Mietkowskiego. W czasach nauki w XLII Liceum Ogólnokształcącym im. Marii Konopnickiej w Warszawie działał m.in. w harcerskiej „Czarnej Jedynce” przy VI Liceum Ogólnokształcącym im. Tadeusza Reytana. Od 1975 do 1980 studiował astronomię na Uniwersytecie Jagiellońskim. Od 1976 współpracował z Komitetem Obrony Robotników, rok później został członkiem krakowskiego Studenckiego Komitetu Solidarności, kierował poligrafią i pełnił funkcję rzecznika SKS. Był jednym ze współtwórców niezależnej Krakowskiej Oficyny Studentów. Do 1980 wielokrotnie zatrzymywany z przyczyn politycznych, w sierpniu 1980 tymczasowo aresztowany, wkrótce zwolniony w związku z podpisaniem porozumień sierpniowych. Brał następnie udział w założeniu struktur Niezależnego Zrzeszenia Studentów w Wyższej Szkole Pedagogicznej w Krakowie.
Od 1981 do końca lat 80. przebywał na emigracji. Kształcił się w paryskiej szkole dziennikarskiej. Pracował w BBC, Deutsche Welle, Rozgłośni Polskiej Radia Wolna Europa, nadając korespondencje z Paryża. Po powrocie do Polski kierował warszawskim biurem tego radia. W 1996 był twórcą i kierownikiem działu zagranicznego w dzienniku „Życie”. W latach 1997–1998 pełnił funkcję dyrektora programowego Inforadia. W 1999 objął stanowisko prezesa Polish News Bulletin – agencji produkującej anglojęzyczny przegląd polskiej prasy. W 2006 powołany przez prezesa TVP Bronisława Wildsteina na stanowisko kierownika redakcji Wiadomości i dyrektora Telewizyjnej Agencji Informacyjnej. Przekształcił ją w Agencję Informacji TVP, a TVP3 – w TVP Info. W latach 2008–2016 był dyrektorem i redaktorem naczelnym portalu informacyjnego PolskieRadio.pl. Później podjął pracę w Bibliotece Narodowej. W 2024 został dyrektorem Archiwum Polskiego Radia.
Publikował m.in. w paryskiej „Kulturze”, „Pulsie”, „Zeszytach Literackich”. Tłumacz książek z języka francuskiego (m.in. Moskwa na Wall Street) i rosyjskiego (m.in. Akwarium, Kontrola, Lodołamacz, Wybór, Żołnierze wolności i Dzień M Wiktora Suworowa, Utopia u władzy. Historia Związku Sowieckiego Michała Hellera i Aleksandra Niekricza, I powraca wiatr… i Pacyfiści kontra pokój Władimira Bukowskiego).
Autor cyklów historycznych w TVP Historia: Archiwum Zimnej Wojny oraz Wojna w eterze, a także autor audycji w PR2: Wolne Słowo – Wolna Europa i Ślady pamięci (wspólnie z Rafałem Habielskim).
Jest żonaty, ma troje dzieci. Został członkiem Stowarzyszenia Wolnego Słowa.

## Odznaczenia i wyróżnienia
W 2006, za wybitne zasługi dla niepodległości Rzeczypospolitej Polskiej, za działalność na rzecz przemian demokratycznych w kraju, prezydent Lech Kaczyński odznaczył go Krzyżem Oficerskim Orderu Odrodzenia Polski. W 2011, za wybitne zasługi dla Polskiego Radia, prezydent Bronisław Komorowski nadał mu Krzyż Komandorski Orderu Odrodzenia Polski.
W 2013 wyróżniony przez prezydenta Węgier Jánosa Ádera Złotym Krzyżem Zasługi. W 2016 odznaczony Krzyżem Wolności i Solidarności, a w 2018 Medalem Stulecia Odzyskanej Niepodległości.